# Kuossasjaure
Kuossasjaure är en sjö i Kiruna kommun i Lappland och ingår i Kalixälvens huvudavrinningsområde. Sjön har en area på 0,283 kvadratkilometer och ligger 562 meter över havet. Kuossasjaure ligger i Torne och Kalix älvsystem Natura 2000-område.

## Delavrinningsområde
Kuossasjaure ingår i det delavrinningsområde (753055-166141) som SMHI kallar för Inloppet i Holmajärvi. Medelhöjden är 570 meter över havet och ytan är 19,65 kvadratkilometer. Räknas de 49 avrinningsområdena uppströms in blir den ackumulerade arean 1 218,73 kvadratkilometer. Kalixälven som avvattnar avrinningsområdet har biflödesordning 2, vilket innebär att vattnet flödar genom totalt 2 vattendrag innan det når havet efter 355 kilometer. Avrinningsområdet består mestadels av skog (65 procent), sankmarker (14 procent) och kalfjäll (15 procent). Avrinningsområdet har 0,98 kvadratkilometer vattenytor vilket ger det en sjöprocent på 5 procent.